# Martha Carson
Martha Carson (* 19. Mai 1921 in Neon, Kentucky, als Irene Amburgey; † 16. Dezember 2004 in Nashville, Tennessee) war eine US-amerikanische Country-Gospel-Musikerin. Anfänglich war sie Mitglied der Coon Creek Girls, trat dann zusammen mit James Carson auf und hatte schließlich in den 1950er Jahren ihre eigene Band. Ihr mit Rock’n’Roll-Elementen angereicherter Gospel beeinflusste viele ihrer Zeitgenossen wie beispielsweise Elvis Presley.

## Leben

### Kindheit und Jugend
Carson wurde in Kentucky als Irene Amburgey geboren. Bereits in ihrer Schulzeit lernte sie, auf ihrer Gitarre Folk-Songs und Spirituals zu spielen und schrieb ihre ersten Songs, bevor sie zehn Jahre alt war. Mit ihren beiden Schwestern Bertha und Opal (später bekannt als Jean Chapel) trat sie als „Sunshine Sisters“ im lokalen Radio auf.

### Karriere
1939 traf Amburgey den Mandolinisten James Carson, Sohn des Musikers Fiddlin’ Doc Roberts, während sie in Asa Martins Morning Roundup auf WLAP spielte. Die beiden heirateten kurz danach und zogen nach Bluefield, West Virginia, wo sie auf WHIS auftraten. Noch im selben Jahr entdeckte der Folklorist und Moderator John Lair die drei Amburgey Sisters und brachte sie in seinen Renfro Valley Barn Dance als „Coon Creek Girls“ ein. In dieser Zeit änderte sie ihren Namen in Martha Carson.
1940 wechselten Carson und ihr Mann James zum WSB Barn Dance aus Atlanta, Georgia, wo die beiden als „The Barn Dance Sweethearts“ auftraten. Ihr Repertoire bestand vornehmlich aus Gospels und anderen spirituellen Songs, beide sangen mit James an der Mandoline und Martha an der Gitarre. In diesen Jahren wurden James und Martha Carson eines der bekanntesten Country-Duos des Landes und begannen ab 1949, für Capitol Records Platten einzuspielen.
1950 trennten sich James und Martha, die jetzt begann, bei WNOX in Tennessee zu arbeiten. Jedoch konnten vorerst keine weiteren Solo-Singles von Carson aufgenommen werden, da Capitol das Duo bis 1957 unter Vertrag hatte. Stattdessen wurden Aufnahmen mit Bill Carlisle und anderen WNOX-Stars produziert; Carson ist unter anderem die Sängerin auf Carlisles Hit Too Old to Cut the Mustard. Doch Fred Rose, eine einflussreiche Person innerhalb der Nashviller Country-Szene, konnte Capitol davon überzeugen, Carson aus dem Vertrag zu entlassen. Bereits ihre erste Solo-Single bei Capitol, Satisfied, schaffte den Sprung in die Charts und ermöglichte ihr Auftritte bei WSM. Ein Jahr später schloss sie sich dem Ensemble der Grand Ole Opry an, der erfolgreichsten Country-Show der USA.
Die nächsten Jahre über blieb Carson erfolgreich mit Hits wie Journey to the Sky, This Ole House und Saints and Chariot und ihren Tourneen mit Stars wie Little Jimmy Dickens, Ferlin Husky und dem aufsteigenden Elvis Presley. Presley sagte später, dass Carson und er nach den Auftritten oft zusammen Gospel-Songs sangen und sie seine Auftritte beeinflusst habe, wie kein anderer Künstler. 1954 hatte sie Xavier Crosse geheiratet, der ihr einen Vertrag bei RCA Victor besorgt hatte und mit dem sie ab 1955 in New York City lebte. Crosse war es auch, der sie in die Steve Allen Show brachte, durch die sie nationale Bekanntheit auch außerhalb der Country-Szene bekam.
Ende der 1950er Jahre wandte Carson sich zeitweise einem urbaneren Country-Pop zu, doch ihre Popularität begann langsam, aber sicher zu schwinden. In den 1980er Jahren war sie kaum noch in der Öffentlichkeit präsent. Sie starb 2004.

## Diskografie

### Singles
| Jahr                 | Titel                                                                       | #     | Anmerkungen                        |
| -------------------- | --------------------------------------------------------------------------- | ----- | ---------------------------------- |
| White Church Records |                                                                             |       |                                    |
|                      | I’m Gonna Let It Shine / Budded on Earth to Bloom In Heaven                 | 1118  |                                    |
|                      | When He Heard My Plea / He Will Set Your Fields On Fire                     | 1119  |                                    |
|                      | The Man of Galilee / The Sweetest Gift, a Mother’s Smile                    | 1120  |                                    |
|                      | I Ain’t Got Time / There’s an Open Door Waiting For Me                      | 1189  |                                    |
| Capitol Records      |                                                                             |       |                                    |
| 1951                 | Satisfied / Hide Me Rock of Ages                                            | 1900  |                                    |
| 1952                 | Weighed the Balance / You Sure Do Need Him Now                              | 1982  |                                    |
| 1952                 | I Wanna Rest / Old Blind Barnabus                                           | 2077  |                                    |
| 1952                 | Beyond the Shadow / I’m Gonna Walk and Talk with the Lord                   | 2145  |                                    |
| 1952                 | He Will Set Your Fields on Fire / When God Dips His Pen of Love In My Heart | 2180  |                                    |
| 1952                 | Fear Not / Cryin’ Holy Unto the Lord                                        | 2252  |                                    |
| 1953                 | Inspiration from Above / There’s a Higher Power                             | 2342  |                                    |
| 1953                 | Ask and You Shall Receive / I feel It In My Soul                            | 2477  |                                    |
| 1953                 | Singing on the Other Side / I’ve Got a Better Place                         | 2634  |                                    |
| 1954                 | Lazarus / Bye and Bye                                                       | 2740  |                                    |
| 1954                 | I Bowed Down / He’ll Part the Water                                         | 2825  |                                    |
| 1954                 | Peace on Love / Christmas Time is Here                                      | 1969  |                                    |
| 1955                 | It’s Alright / Counting My Blessing                                         | 3045  |                                    |
| RCA Victor           |                                                                             |       |                                    |
| 1955                 | Lord I Can’t Come Now / I’ve Got So Many Million Years                      | 6250  |                                    |
| 1955                 | Let the Light Shine on Me / Laugh a Little More                             | 6293  |                                    |
| 1956                 | David and Goliath / I Want to Rest a Little While                           | 6413  |                                    |
| 1956                 | Music Drives Me Crazy / Dixieland Roll                                      | 6510  |                                    |
| 1956                 | All These Things / Faith is the Key                                         | 6603  |                                    |
| 1956                 | Get the Golden Key / He Was There                                           | 6724  |                                    |
| 1957                 | Let the Light Shine On Me / Satisfied                                       | 6861  |                                    |
| 1957                 | Now Stop / Just Whistle or Call                                             | 6948  |                                    |
| 1958                 | Light of Love / That Ain’t Right                                            | 1356  | veröffentlicht bei Cadence Records |
| 1960                 | High on the Hill / Everything’s Alright                                     | 4437  |                                    |
| Dot Records          |                                                                             |       |                                    |
| 1961                 | Everything Happens for the Best / Right Now, Right Now                      | 16286 |                                    |
| Sims Records         |                                                                             |       |                                    |
| 1963                 | Everybody Needs Somebody / It Takes a Lot of Lovin’                         | 144   |                                    |

### Alben
- 1955: Journey to the Sky
- 1957: Rock-a My Soul
- 1960: Satisfied
- 1962: A Talk with the Lord
- 1963: Martha Carson
- 1964: Martha Carson
- 1965: Martha Carson sings